# Московский сельский совет (Вольнянский район)
Московский сельский совет (укр. Московська сільська рада) — входит в состав
Вольнянского района
Запорожской области
Украины.
Административный центр сельского совета находится в 
с. Московка.

## История
- 1943 — дата образования.

## Населённые пункты совета
- с. Московка
- с. Благовещенское
- с. Весёловское
- с. Никольское
- с. Райское
- с. Укромное